# Šag
Šag je naselje u Hrvatskoj, regiji Slavoniji u Osječko-baranjskoj županiji i nalazi se u sastavu grada Valpova.

## Zemljopisni položaj
Šag se nalazi na 89 metara nadmorske visine u nizini istočnohrvatske ravnice između rijeka Drave i Karašice. Selo se nalazi na državnoj cesti D34 Osijek- Valpovo. Susjedna naselja: sjeverozapadno se nalazi grad Valpovo, a južno su Ladimirevci, te sjeverno uz rijeku Dravu nalazi se Nard. Jugoistočno preko rijeke Karašice nalaze se Petrijevci i Satnica naselja u sastavu općine Petrijevci. Pripadajući poštanski broj je 31550 Valpovo, telefonski pozivni 031 i registarska pločica vozila OS (Osijek). Površina katastarske jedinice naselja Šag je 6,37 km2.

## Stanovništvo
| broj stanovnika | 398   | 397   | 382   | 402   | 461   | 506   | 477   | 511   | 464   | 509   | 582   | 579   | 492   | 450   | 440   | 429   | 426   |
|                 | 1857. | 1869. | 1880. | 1890. | 1900. | 1910. | 1921. | 1931. | 1948. | 1953. | 1961. | 1971. | 1981. | 1991. | 2001. | 2011. | 2021. |

## Crkva
U selu se nalazi rimokatolička crkva Sv. Bartola koja pripada katoličkoj župi Bezgrješnog začeća BDM u Valpovu i valpovačkom dekanatu Đakovačko-osječke nadbiskupije. Crkveni god (proštenje) ili kirvaj slavi se 24. kolovoza.

## Obrazovanje i školstvo
U selu se nalazi škola do 4. razreda, a koja radi u sklopu Osnovne škole Matije Petara Katančića Valpovo.

## Šport
- NK Tomislav Šag natječe se u (3. ŽNL Osječko-baranjska) ligi NS Valpovo.

## Ostalo
- Dobrovoljno vatrogasno društvo Šag,
- Udruga športskih ribolovaca "Karas" Šag,
- Lovačko društvo "Prepelica" Šag- Nard.

## Vanjske poveznice
- http://www.valpovo.hr/
- http://oskatancic.hr/
- http://www.zupa-valpovo.com/  Arhivirana inačica izvorne stranice od 1. veljače 2014. (Wayback Machine)